# Carbono-11

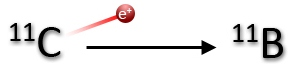

O carbono-11 (11C) é um radioisótopo do carbono, com 6 prótons e 5 nêutrons, com uma meia-vida de 20,38 minutos, decaindo em boro-11 (11B), o mais abundante isótopo do boro.